# Александар Соловјев
Александар Васиљевич Соловјев (рус. Александр Васильевич Соловьёв; Калиш, 18. септембар 1890 — Женева, 15. јануар 1971) је био слависта, истраживач Душановог законодавства, богумила, хералдике, нумизматике, археологије, преводилац са руског и француског језика, професор историје словенског и византијског права на Правном факултету у Београду и у Сарајеву.

## Биографија
Отац Василиј Фјодорович Соловјев био је судија апелационог суда у Варшави, где је Александар провео детињство и стекао основно и средње образовање. 1912. дипломирао је правне науке на Универзитету у Варшави, 1914. је постао доцент. Потом одлази у Москву за асистента. 1915. завршио је Историјско-филолошки факултет. Припремао је и докторску дисертацију о екстрадицији криминалаца између Пољске и Русије, коју није стигао да одбрани и која је изгубљена.
После Октобарске револуције прихватио је позив Теодора Тарановског да дође у Београд. Ту је предавао на Правном факултету. Почео је да спрема нову докторску дисертацију о законодавству цара Стефана Душана и одбранио је 1928. На факултету је предавао Историју средњовековног српског права. 1930. изабран је за ванредног, а 1935. за редовног професора универзитета, али је чекао до 1937. да избор буде потврђен.
Године 1925. оженио се Наталијом Рајевском, која је такође била руска емигранткиња. Добили су најпре једну ћерку која је умрла као беба и сахрањена на Новом гробљу у Београду, а 1933. су добили и сина Александра. Били су спријатељени са професором Георгијем Острогорским, са којим су живели у истој улици.
После Другог светског рата као неподобан није смео више да предаје на Београдском универзитету. Позвали су га на Правни факултет Универзитета у Сарајеву, где је изабран за декана. Ухапшен је 1949. после резолуције Информбироа, под сумњом да је од делегације правника из Бугарске примио текст ове резолуције. Ухапшена је и његова супруга Наталија. Истрага је у Сарајеву трајала шест месеци. Потом је отеран у затвор у Сремску Митровицу где је провео скоро годину дана без суђења. Његова супруга је после шест месеци истраге пуштена на слободу услед недостатка доказа, а за то време њихов малолетни син Александар био је сам. Соловјев је 1951. године осуђен на 18 месеци затвора, колико је већ био издржао. Приликом суђења позвао се на официрску реч официра који га је саслушавао и коме је признао да је примио текст резолуције, али да га је одмах и уништио због могућих проблема.
После тог суђења добио је рок од шест месеци да напусти земљу. Отишао је са породицом у Женеву. Након много компликација 1955. године бива изабран за професора словенских језика и руске литературе на Универзитету у Женеви. 1961. године наслеђује проф. Карцевског на катедри за словенску књижевност и постаје професор honoris causa.
1960—1962. у Лозани објављује француске преводе сабраних дела Достојевског и Толстоја.
Бавио се хералдиком и 1967. био је примљен у међународну академију за хералдику (Académie internationale d'héraldique). Био је један од најзначајнијих познавалаца хералдике Јужних Словена. Објављивао је радове о византијској и словенској хералдици, илирским грбовницима и пореклу српског грба.
Умро је 15. јануара 1971. у Женеви, где је и сахрањен.
Син Александар Александрович Соловјев радио је у Конгресној библиотеци у Вашингтону.

## Одабрана дела
- Соловјев, Александар В. (1926). Одабрани споменици српског права (од XII до XV века). Београд: Издавачка књижарница Геце Кона.
- Законодавство Стефана Душана, цара Срба и Грка (Београд, 1928)
- Душанов законик г. 1349. и 1354. (Београд, 1929)
- (Дубровник, 1931)
- Земље Јужних Словена и њихови грбови у шпанском путопису XIV века (Нови Сад, 1933)
- (Праг, 1935)
- Соловјев, Александар; Мошин, Владимир (1936). Грчке повеље српских владара. Београд: Српска краљевска академија.
- Предавања из историје словенских права (Београд, 1939)
- Правни положај српског сељака и занатлије у Средњем веку (Београд, 1943)
- Соловьёв, Александр В. (1947). „Великая, Малая и Белая Русь” (PDF). Вопросы истории. 7: 24—38. Архивирано из оригинала (PDF) 30. 08. 2021. г. Приступљено 26. 05. 2021.
- (Загреб, 1948)
- Соловьeв, Александр В. (1949). „Византийское имя России”. Византийский временник. 12 (37): 134—155.
- (Сарајево, 1954)
- Soloviev, Alexandre V. (1957). Le nom byzantin de la Russie. The Hague: Mouton.
- Историја српског грба (Мелбурн, 1958)
- Soloviev, Alexandre V. (1959). „Weiß-, Schwarz- und Rotreußen: Versuch einer historisch-politischen Analyse”. Jahrbücher für Geschichte Osteuropas. 7: 1—33.
- (Вајмар, 1959)
- (Москва, 1960)
- (Берн, 1968)
- (Њујорк, 1971)
- Законик цара Стефана Душана 1349. и 1354. године (Београд, 1980)